# Jakutsk
Jakutsk (in russo Якутск, in jacuto Дьокуускай, D'okuuskaj) è una città della Russia situata nel nord-est della Siberia. È il capoluogo della Sacha-Jacuzia e la sua maggiore città con 232 528 abitanti (2024); è inoltre il maggiore porto sul fiume Lena.

## Storia
Jakutsk fu fondata nel 1632 sulla riva destra del fiume Lena da truppe cosacche comandate dall'esploratore Pëtr Ivanovič Beketov. Successivamente venne costruito un forte per consentire di riscuotere la Yasaq, la tassa imposta ai popoli indigeni dallo Zar russo. In questo caso le popolazioni sottoposte a tale tributo furono gli Jakuti, gli Eveni e gli Evenchi.  Si sviluppò soprattutto nella seconda metà dell'Ottocento grazie alle miniere d'oro e carbone della zona e poi, sotto il governo comunista, attraverso lo sfruttamento di manodopera condannata ai lavori forzati e proveniente dai gulag.

## Geografia fisica

### Clima
Il clima è continentale freddo, con inverni rigidissimi ed estati tiepide e umide; la città è relativamente poco distante dalle famose località più fredde del mondo abitato (Verchojansk, Ojmjakon, Ust'-Nera, Žigansk). Con riferimento alla città, la temperatura minima assoluta è stata toccata nel febbraio del 1891, quando si registrò un valore di −64,4 °C.
- Temperatura media annua: −10,4 °C
- Temperatura media del mese più freddo (gennaio): −42,9 °C[6]
- Temperatura media del mese più caldo (luglio): 18,9 °C
- Precipitazioni medie annue: 209 mm

### Medie climatiche
| Jakutsk (1991-2020) Fonte:  | Mesi         | Mesi         | Mesi         | Mesi         | Mesi         | Mesi        | Mesi        | Mesi        | Mesi         | Mesi         | Mesi         | Mesi         | Stagioni | Stagioni | Stagioni | Stagioni | Anno  |
| Jakutsk (1991-2020) Fonte:  | Gen          | Feb          | Mar          | Apr          | Mag          | Giu         | Lug         | Ago         | Set          | Ott          | Nov          | Dic          | Inv      | Pri      | Est      | Aut      | Anno  |
| --------------------------- | ------------ | ------------ | ------------ | ------------ | ------------ | ----------- | ----------- | ----------- | ------------ | ------------ | ------------ | ------------ | -------- | -------- | -------- | -------- | ----- |
| T. max. media (°C)          | −34,0        | −27,9        | −11,6        | 2,6          | 13,8         | 23,1        | 25,8        | 21,8        | 11,9         | −3,0         | −22,3        | −34,4        | −32,1    | 1,6      | 23,6     | −4,5     | −2,9  |
| T. media (°C)               | −36,9        | −32,9        | −19,1        | −3,7         | 8,0          | 17,0        | 19,9        | 15,6        | 6,4          | −6,9         | −25,9        | −37,0        | −35,6    | −4,9     | 17,5     | −8,8     | −8,0  |
| T. min. media (°C)          | −39,8        | −37,2        | −26,0        | −10,4        | 1,5          | 9,8         | 13,1        | 9,3         | 1,3          | −11,0        | −29,6        | −39,5        | −38,8    | −11,6    | 10,7     | −13,1    | −13,2 |
| T. max. assoluta (°C)       | −5,8 (1979)  | −2,2 (1998)  | 8,3 (1981)   | 21,1 (1943)  | 31,1 (1971)  | 35,4 (2021) | 38,4 (2011) | 35,4 (1954) | 27,0 (1934)  | 18,6 (1943)  | 3,9 (2012)   | −3,9 (1951)  | −2,2     | 31,1     | 38,4     | 27,0     | 38,4  |
| T. min. assoluta (°C)       | −63,0 (1898) | −64,4 (1891) | −54,9 (1954) | −41,0 (1966) | −18,1 (1921) | −4,5 (1920) | −1,5 (1978) | −7,8 (1940) | −14,2 (1984) | −40,9 (1940) | −54,5 (1932) | −59,8 (1911) | −64,4    | −54,9    | −7,8     | −54,5    | −64,4 |
| Nuvolosità (okta al giorno) | 9,3          | 8,6          | 6,7          | 6,8          | 8,0          | 7,7         | 7,7         | 7,4         | 7,8          | 8,3          | 8,6          | 9,0          | 9,0      | 7,2      | 7,6      | 8,2      | 8,0   |
| Precipitazioni (mm)         | 10           | 9            | 6            | 8            | 20           | 30          | 40          | 37          | 30           | 19           | 17           | 9            | 28       | 34       | 107      | 66       | 235   |
| Giorni di pioggia           | 0            | 0            | 0,1          | 3,0          | 14,0         | 16,0        | 15,0        | 15,0        | 16,0         | 4,0          | 0,1          | 0,0          | 0,0      | 17,1     | 46,0     | 20,1     | 83,2  |
| Nevicate (cm)               | 27           | 31           | 33           | 21           | 0            | 0           | 0           | 0           | 0            | 4            | 15           | 22           | 80       | 54       | 0        | 19       | 153   |
| Giorni di neve              | 28           | 28           | 17           | 10           | 5            | 0,3         | 0,03        | 0,0         | 4,0          | 25,0         | 28,0         | 27,0         | 83,0     | 32,0     | 0,3      | 57,0     | 172,3 |
| Giorni di nebbia            | 19           | 12           | 1            | 0,3          | 0,3          | 0,2         | 1,0         | 1,0         | 2,0          | 1,0          | 4,0          | 18,0         | 49,0     | 1,6      | 2,2      | 7,0      | 59,8  |
| Umidità relativa media (%)  | 76           | 76           | 70           | 60           | 54           | 57          | 62          | 67          | 72           | 78           | 78           | 76           | 76       | 61,3     | 62       | 76       | 68,8  |
| Vento (direzione-m/s)       | N 0,8        | N 0,9        | NW 1,5       | NW 2,1       | NW 2,6       | NW 2,5      | NW 2,2      | NW 2,1      | NW 2,1       | NW 1,8       | N 1,3        | N 0,9        | 0,9      | 2,1      | 2,3      | 1,7      | 1,7   |

## Società

### Evoluzione demografica
Abitanti censiti

## Cultura
La città è sede di una università, di un museo e di una stazione meteorologica per lo studio del clima locale.

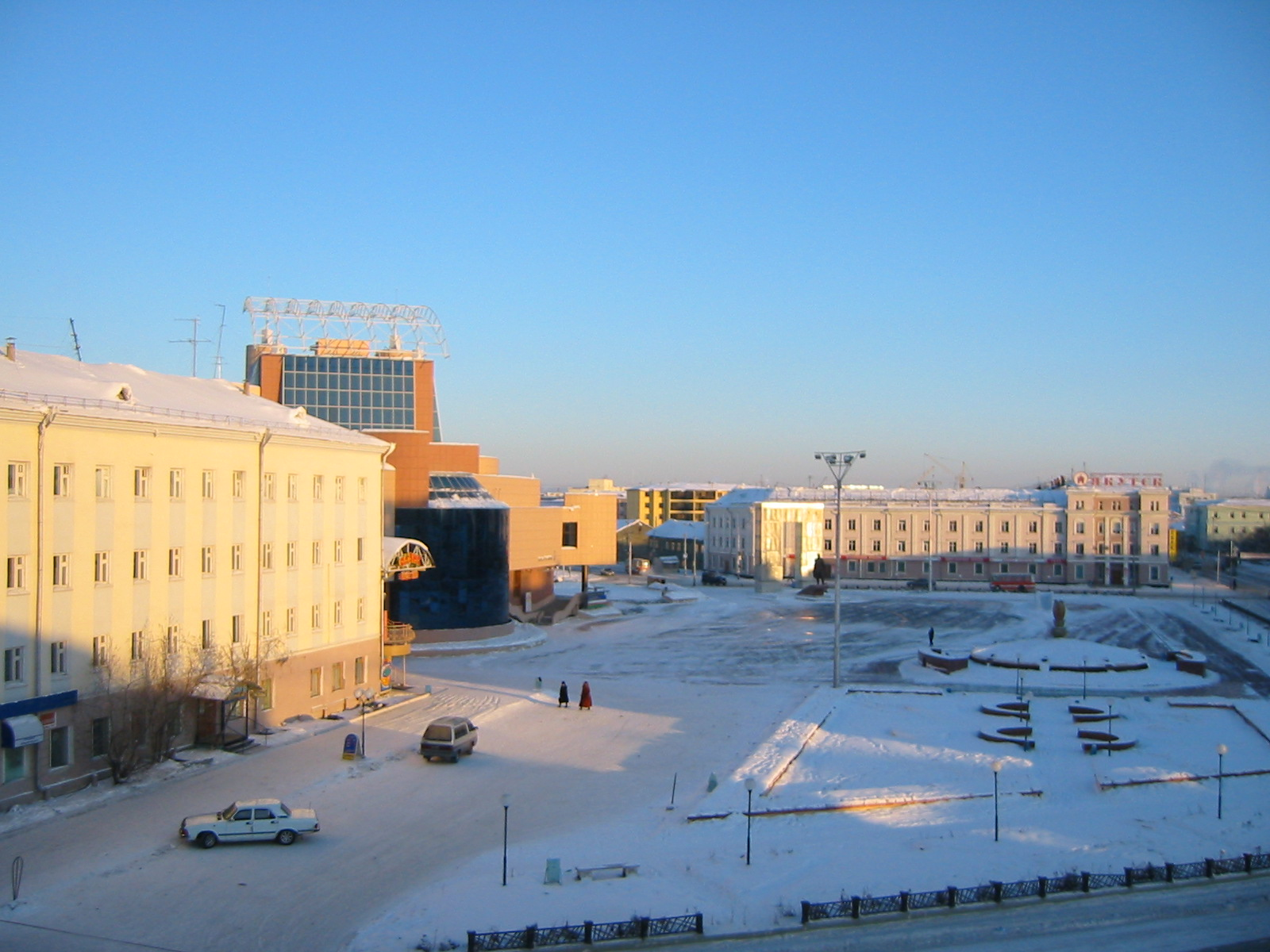
Piazza Ordzhonikidze

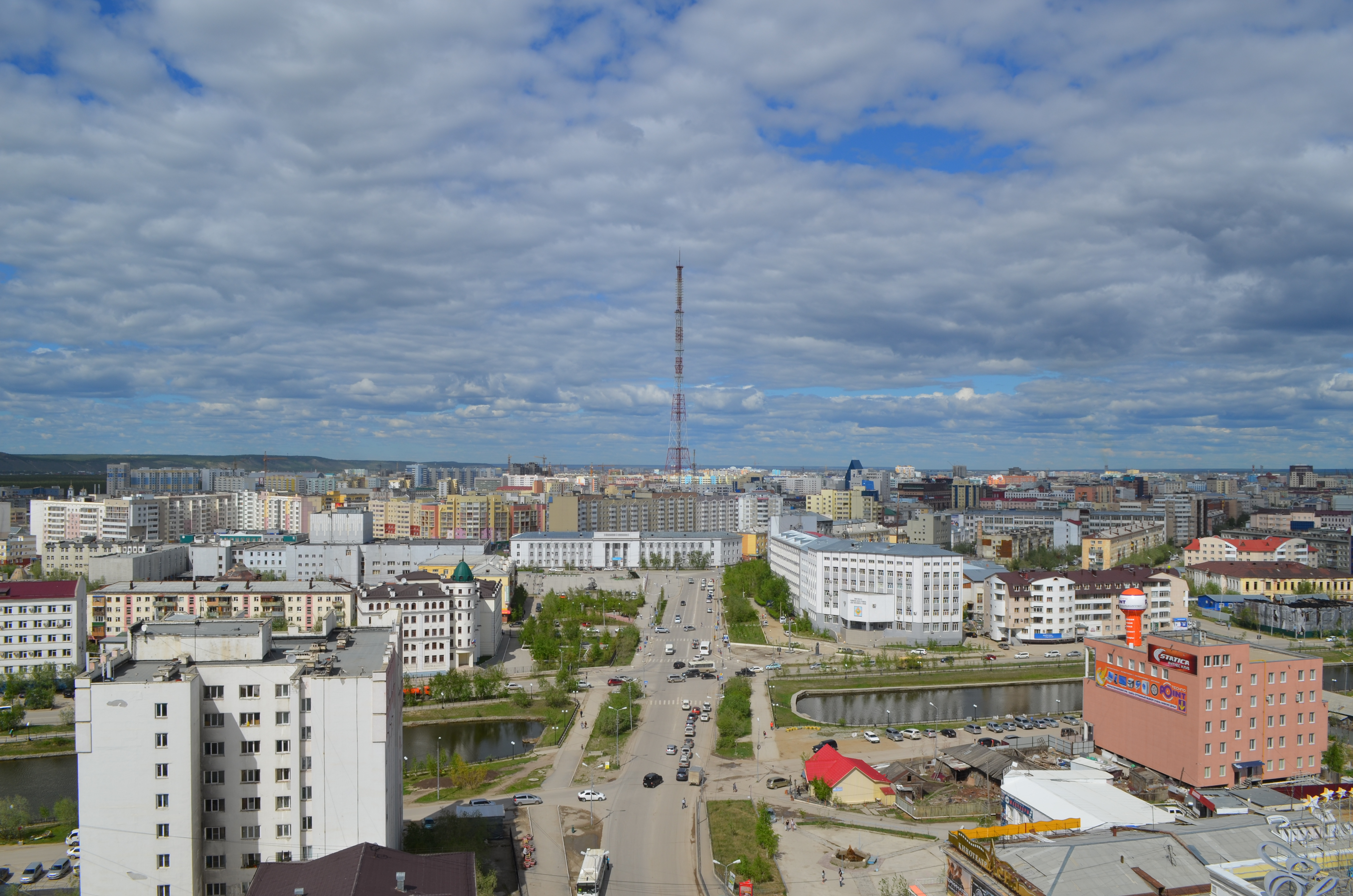
Veduta della città

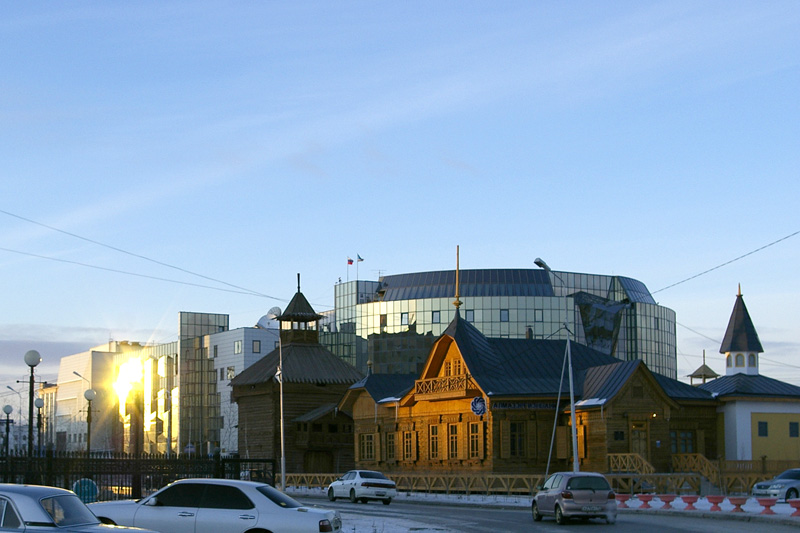
La banca russo-asiatica

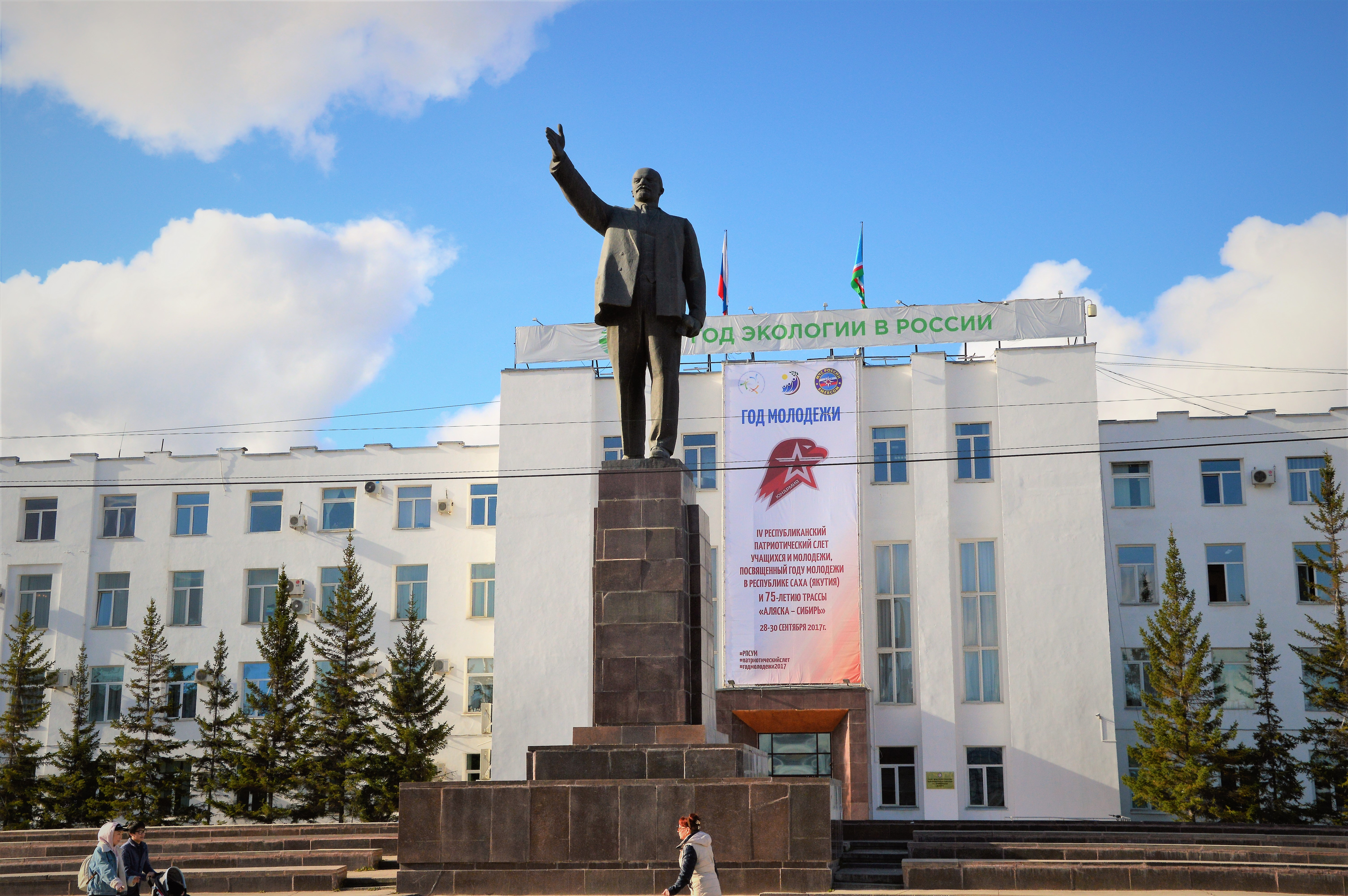
Monumento dedicato a Lenin

## Infrastrutture e trasporti
Dalla città parte la strada federale A360 Lena il cui itinerario verso est la congiunge, attraverso anche la strada delle Ossa, all'oceano Pacifico a Magadan.

### Aeroporti
La città è servita dall'aeroporto di Jakutsk. L'aeroporto è la base tecnica e l'hub principale delle compagnie aeree russe Polar Airlines e Jakutavia.

## Amministrazione

### Gemellaggi
- Fairbanks
- Darmstadt
- Murayama
- Changwon
- Harbin
- Archea Olympia